# Consolat General de Xile a Barcelona
El Consolat General de Xile a Barcelona és la missió diplomàtica de Xile a la ciutat de Barcelona. La seu es troba als números 357-359 del carrer del Consell de Cent, al barri de la Dreta de l'Eixample.
La jurisdicció del consolat abasta Andorra, Catalunya, les Illes Balears, el País Valencià, la Regió de Múrcia, Aragó, Navarra, La Rioja, el País Basc i Cantàbria. D'ençà del febrer del 2021, el cònsol general és Jaime Eduardo Ferraz Avarena.
Durant la dictadura militar de Pinochet, es van produir manifestacions prodemocràtiques davant del consolat. A mitjans de juliol de 1986, manifestants prodemocràtics van ocupar el Consolat durant dues hores fins que van ser desallotjats per la Policia Nacional espanyola. El motiu més immediat de la protesta fou les vuit persones assassinades en les vagues generals de 2 i 3 de juliol que es van celebrar al Xile. L'ocupació es va saldar amb cinc manifestants detinguts. El 10 de setembre de 1986, el consolat tornà a ser indret d'una petita protesta en contra de la dictadura xilena.